# John Colson
Johnathan 'John' Colson (1680–1760) fue un Profesor Lucasiano de matemáticas en la Universidad de Cambridge. Estudió en Christ Church, Oxford, pero no llegó a licenciarse. Editó muchos de los trabajos de Isaac Newton en inglés incluyendo De Methodis Serierum et Fluxionum en 1736.

## Biografía
John Colson fue educado en la escuela de Lichfield antes de convertirse en estudiante universitario en la Christ Church de Oxford, a pesar de que no obtuvo ningún título allí. Se convirtió en uno de los maestros de la Escuela de Matemáticas de Sir Joseph Williamson en Rochester, y fue elegido miembro de la Royal Society en 1713. Vicario de la localidad de Chalk (Kent) desde 1724 a 1740. Se trasladó a Cambridge, donde fue lector en el Sidney Sussex College de la Universidad. Desde 1739 hasta 1760 fue profesor lucasiano. También fue rector en Lockington (Yorkshire).

## Trabajos
En 1726 publicó su sistema de dígitos signados, propugnando un sistema de numeración decimal modificado. Este sistema implica crear una notación "reducida a las cifras pequeñas exclusivamente", "eliminando los números altos {\displaystyle 9,8,7,6} de un guarismo dado, sustituyéndolos por combinaciones de números pequeños equivalentes dotados de signo negativo cuando sea necesario. Por ejemplo: 
respectivamente".
John Colson tradujo muchos de los trabajos de Isaac Newton al inglés, incluyendo De Methodis Serierum et Fluxionum en 1736.